# Raul Pompeia

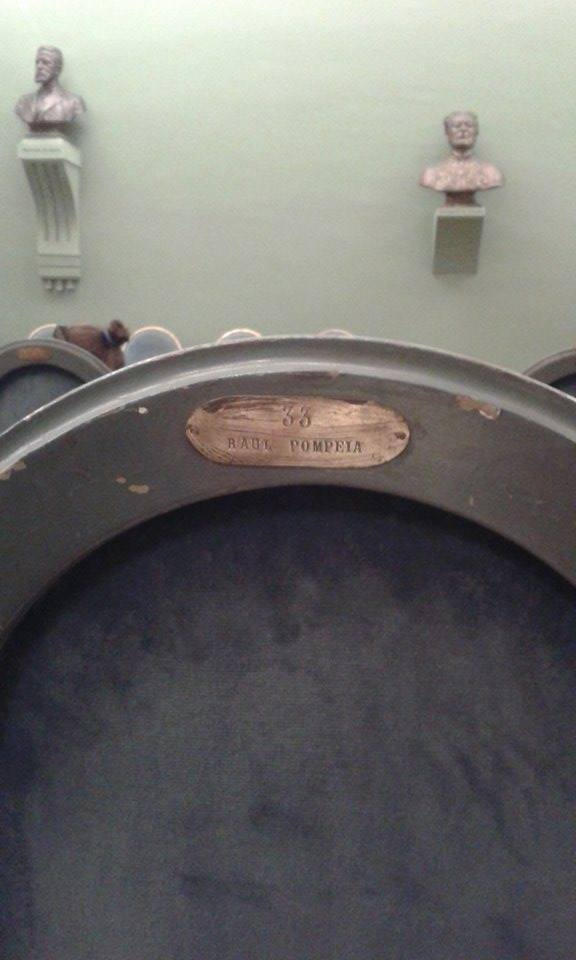
Cadeira de Raul Pompeia na Academia Brasileira de Letras/RJ.

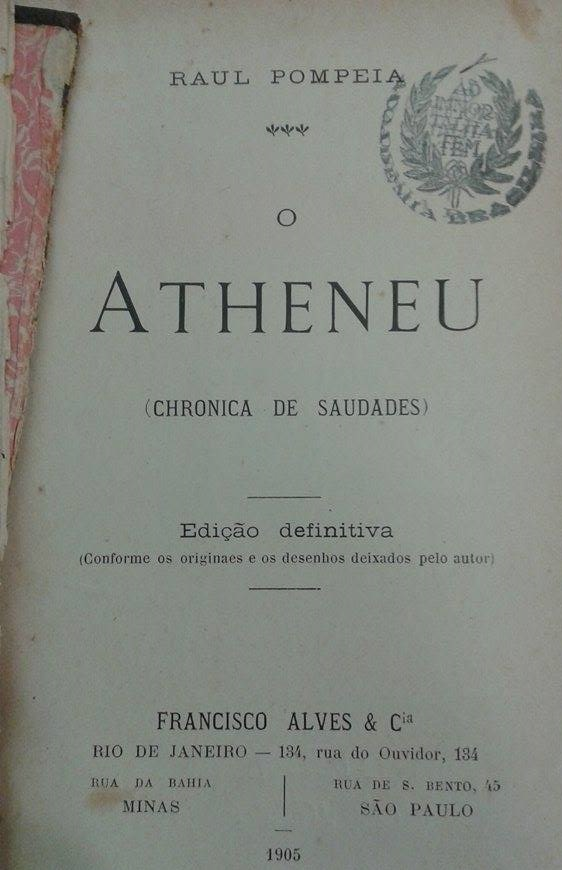
Frontispício da 2ª edição de O Ateneu.

Raul  d'Ávila Pompeia (Angra dos Reis, 12 de abril de 1863 — Rio de Janeiro, 25 de dezembro de 1895) foi um escritor brasileiro, conhecido por sua obra O Ateneu.

## Biografia
Pompeia nasceu no dia 12 de abril de 1863, em Jacuecanga, município de Angra dos Reis/RJ. Filho de família abastada, cujo pai, Antônio d'Ávila Pompeia, era magistrado e a mãe, Rosa Teixeira Pompeia, era dona-de-casa, herdeira de ricos comerciantes portugueses. Raul Pompeia tinha duas irmãs, cujos nomes não constam nas biografias do autor. Em 1867, a família se mudou para o Rio de Janeiro. O pai de Pompeia é descrito como "misantropo" e "carrancudo". Segundo Rodrigo Octávio, vizinho de Raul Pompeia, a família vivia como num claustro. Aos onze anos, Pompeia é matriculado por seu pai no Colégio Abílio, importante internato inaugurado no Rio de Janeiro, pelo Dr. Abílio César Borges, o Barão de Macaúbas.
Em 1879, Pompeia foi transferido para o Imperial Colégio de D. Pedro II, e foi como estudante neste colégio que ele publica em 1880, então com 17 anos, seu primeiro romance, Uma Tragédia no Amazonas – chamado pelo autor de "ensaio literário". Terminados os estudos no Colégio Pedro II, Pompeia segue para São Paulo, para cursar Direito na Faculdade do Largo São Francisco, escola onde havia estudado seu pai. A princípio é bem recebido pelos professores, mas logo depois Pompeia passa a ser malvisto por alguns catedráticos, devido ao seu envolvimento com Luís Gama, com a causa abolicionista, principalmente, e com a causa republicana. Em São Paulo, na companhia de outros estudantes, como Luís Murat, Raimundo Correia, Fontoura Xavier, Valentim Magalhães e Teófilo Dias, Pompeia participou da criação de diversas gazetas, as quais sempre tiveram vida efêmera. Também em São Paulo toma contato com a filosofia positivista de Augusto Comte.
Com sólida formação cultural, leitor em diversas línguas, Pompeia tinha acesso fácil ao pensamento europeu que chegava ao Brasil. De temperamento impávido, Raul Pompeia não fugia das grandes discussões e teve atrito com os republicanos paulistas, por esses não apoiarem a causa da abolição. Alguns professores da faculdade não gostavam das ideias propagadas por alguns alunos de maneira franca e sem meios termos, como as que eram defendidas por Pompeia e outros. No terceiro ano do curso, Raul Pompeia e Luís Murat foram reprovados. A imprensa da época, da qual Pompeia fazia parte e na qual tinha muitos amigos, apoiou os estudantes, ficando contra as atitudes da faculdade. Os dois estudantes não se deram por vencidos. Pediram um reexame no mês seguinte e foram aprovados com notas mínimas. As animosidades, porém, não arrefeceram. No ano seguinte, Pompeia e nada menos que 94 estudantes são reprovados e seguem então para a conclusão do curso na Faculdade de Direito de Recife. Lá o último ano da faculdade corre sem grandes percalços. Terminado o curso, Pompeia retorna ao Rio de Janeiro, voltando a morar na casa dos pais.
Sem exercer a advocacia, Raul Pompeia passou a escrever em vários jornais, dentre os quais o Gazeta de Notícias, jornal pelo qual publicaria O Ateneu, uma crônica de saudades, que lhe deu consagração dentre a crítica. Além de usar o próprio nome, escrevia sob pseudônimos, como Pompeo Stell, Raulino Palma e Rapp. Com a queda do Império em 1889, Pompeia foi empossado Presidente da Academia de Belas Artes. A ditadura de então, tendo Floriano Peixoto como chefe, enfrentava sérias resistências e vários amigos de Raul Pompeia eram contra esse governo. Isso fez com que Pompeia rompesse com vários amigos, pois ele apoiava Floriano Peixoto. Com a saída desse e a entrada de Prudente de Morais, e após um inflamado discurso em defesa de Peixoto, na tumba desse, Pompeia foi demitido do cargo de Diretor da Biblioteca Nacional. Devido a essas disputas políticas, Pompeia teve um sério atrito com Olavo Bilac e Luís Murat, que escreveu um artigo chamado "Um Louco no Cemitério". Tais perturbações o levaram ao suicídio em 25 de dezembro de 1895, no escritório da casa em que morava com sua mãe, que assistiu à morte. Nunca se casou e nem teve filhos. Suas últimas palavras foram deixadas em um bilhete: "Ao jornal A Notícia, e ao Brasil, declaro que sou um homem de honra".

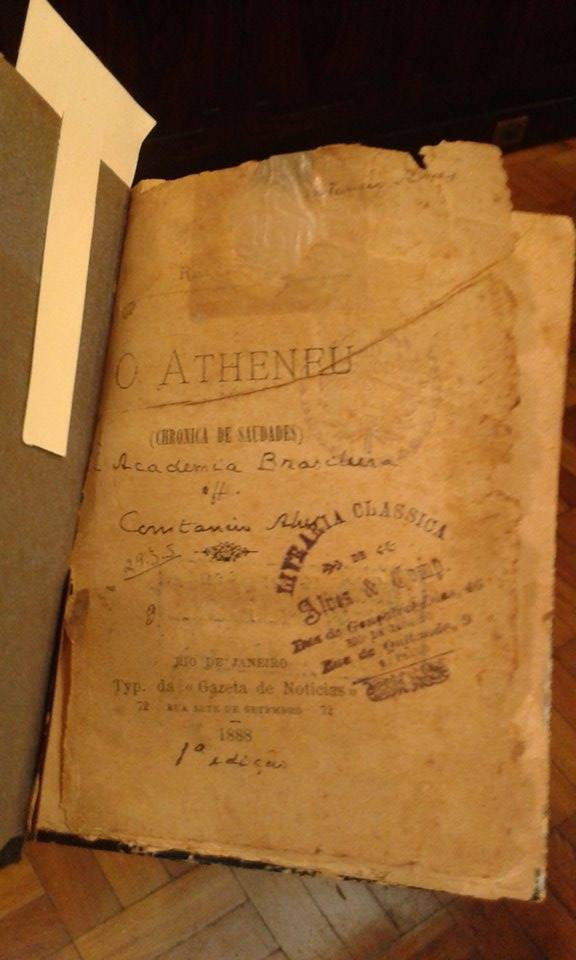
Frontispício da primeira edição de O Ateneu.

## Obras
- Uma Tragédia no Amazonas, 1880.
- A Queda do Governo, 1880.
- Um reo perante o futuro – grinalda depositada sobre o esquife do Ministério de 5 de janeiro por um moço do povo, 1880.
- Canções sem Metro, 1881.
- O Ateneu, 1888.
- Alma Morta (esboço de romance), 1888.
- Carta ao autor das <<Festas Nacionais>>, 1893.
- Agonia, romance não concluído, 1895.

## Edições das Obras
Dentro do período de atividades do autor, houve a publicação de seu primeiro romance, Uma Tragédia no Amazonas, em forma de livro, em 1880. Sua obra mais famosa, O Ateneu, teve duas edições: a primeira em 1888 e a segunda em 1905, dez anos após a morte do autor. Ao longo do século XX e XXI houve outras edições também.
- POMPEIA, Raul. Uma Tragédia no Amazonas. Rio de Janeiro: Typ. Cosmopolita, 1880, 1ª ed.
- POMPEIA, Raul. O Atheneu: Chronica de Saudades. Rio de Janeiro: Typ. da <<Gazeta de Notícias>>, 1888, 1ª ed.
- POMPEIA, Raul. O Ateneu. Rio de Janeiro: Francisco Alves, 1905, 2ª ed. definido conforme os originais e desenhos deixados pelo autor.

## Recepções e análises críticas e nos séculos XIX e XX
Uma Tragédia no Amazonas, primeiro romance de Raul Pompeia, teve uma recepção crítica contemporânea modesta. Apesar disso, Capistrano de Abreu, um dos principais críticos do século XIX, escreveu um ensaio na revista Gazetinha, dos dias 27 e 28 de fevereiro de 1882. Há um grande elogio aos talentos artísticos de Pompeia: "esculpe sem dificuldade", "desenha com gosto" e "já deitou até caricatura". Uma Tragédia no Amazonas, para o crítico, é ainda "ultra trágico" – algo não tão bem visto à época. Victor Malin, outro crítico e na mesma edição do periódico mencionado, afirma que o romance pioneiro de Pompeia é "magnífico como ensaio, muito apreciável como estreia", além de que Machado de Assis, Aluísio Azevedo, Araripe Júnior, dentre outros, teriam em breve um rival poderoso.
O livro que aclamou Raul Pompeia, no entanto, foi O Ateneu, cuja recepção crítica foi ampla desde o momento de sua publicação em folhetim. Adherbal de Carvalho, redator literário do jornal O Tempo, teceu mais de um artigo crítico, louvando o autor, em junho de 1888. O romance é chamado de "um magistral livro", o "melhor escrito na língua portuguesa", com "descrições minuciosas" e garantindo que o sucesso do livro será o mesmo de Balzac, Zola e Flaubert. Três principais críticos do final do século XIX e início do século XX redigiram críticas muito positivas: Sílvio Romero, José Veríssimo e Araripe Junior. Esse último, no jornal Novidades, no dia 6 de dezembro de 1888, classifica O Ateneu como romance psicológico e que Pompeia seria o precursor de uma nova escola literária, sucessor da família "virgiliana, que produziu Ovídio em Roma e Petrarca na Itália".
Sílvio Romero também fala do estilo de Raul Pompeia. Há um capítulo do livro História da Literatura Brasileira, intitulado Retrospecto Literário (1888), em que o crítico faz um apanhado geral de alguns autores do ano de 1888, comparando suas obras, figurando dentre eles Raul Pompeia (os outros romances são A Carne, de Júlio Ribeiro; O Homem, de Aluísio Azevedo; O Cromo, de Horário de Carvalho e Hortênsia, de Marques de Carvalho. A crítica é extremamente positiva a Pompeia, descrevendo o Ateneu "como obra d'arte, como estilo, é o mais forte de todos". Continua tecendo elogios, afirmando Pompeia ser o mais culto "de seus pares" do Brasil, sem simplesmente copiar a literatura francesa – chamada aqui de "migalhas". Por fim, Pompeia é descrito, junto com Domício da Gama, como um dos dois escritores de altura acima do comum e constituem uma minoria, a "esquerda" dentro do naturalismo.
Para completar a chamada "tríade crítica" do século XIX, José Veríssimo também dedica tempo e palavras para Raul Pompeia, em favor desse – muito mais se ocupando do autor do que de O Ateneu em si. Veríssimo enquadra Pompeia na escola do naturalismo e não se atém a discorrer sobre as características que tornam Pompeia um autor singular, exaltando a originalidade desse último. Ainda segundo Veríssimo, Pompeia, Ribeiro e Azevedo são "os principais êmulos dessa moda literária".
José Veríssimo também opina que Pompeia tem dotes de artista e de originalidade superiores a Azevedo e a Ribeiro, pois estes dois haviam se acomodado no "figurino francês", enquanto Pompeia fugiu desse ponto comum. Novamente, assim como Romero, o modelo de literatura francês não parece ser mais louvado como outrora, o que aparentemente é um critério de distinção positiva dentro da crítica literária brasileira. Sobre O Ateneu, Veríssimo diz que é romance mais original dentro da escola literária naturalista, considerando-o como seu melhor representante. Apesar de Veríssimo não ter discorrido muito sobre Raul Pompeia em História da Literatura Brasileira, dentro do livro Últimos Estudos de Literatura Brasileira há um capítulo cujo nome é "Raul Pompeia e o Ateneu", voltado para uma análise da segunda edição, de 1905.
Nesse capítulo há algumas informações relevantes que Veríssimo traz: a primeira publicação de O Ateneu foi em uma "ruim edição (...), lido e apreciado por um número mais seleto talvez que avultado de leitores", sem ter tido a publicidade que "merecia" e que foi um livro mais famoso do que lido. Essa suposição de Veríssimo confirma a hipótese de que O Ateneu foi muito mais um sucesso de crítica do que de público – e talvez mesmo por ter sido lido por um número "seleto" de pessoas que tenha sido canonizado.

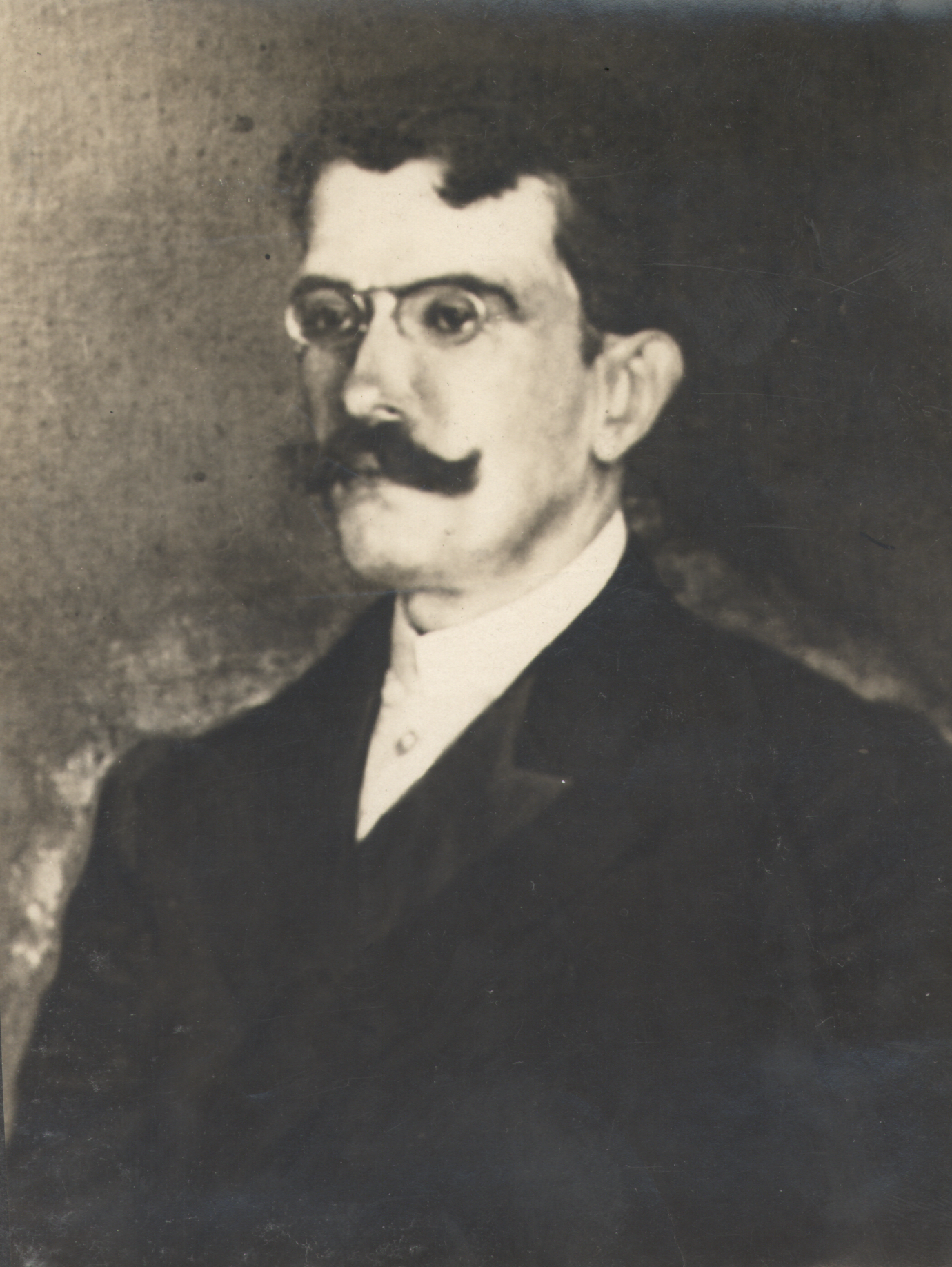
Raul Pompeia. Arquivo Nacional.

Mesmo apontando algumas falhas, como a falta de enredo que torna o livro mais próximo de uma obra de arte, José Veríssimo faz questão de deixar claro que a fama de O Ateneu não é imerecida, uma vez que Pompeia contava com um número considerável de amigos e de admiradores, "quiçá clientes literários", além de ele ter sido uma espécie de centro para onde se voltaram aspirações e tendências estéticas e políticas. Falando do enredo, Veríssimo aponta o que, a seu ver, é o único defeito do livro: a insignificância do assunto abordado ("episódios da vida colegial de um menino de quinze anos"), que em nada diminui O Ateneu. Na crítica contida no livro Presença da Literatura Brasileira, Antônio Candido discorre fazendo inúmeros elogios ao estilo de Pompeia, afirmando que o autor tem poder de caricatura e utiliza um vocabulário de grande riqueza plástica e sonora. Candido também comenta e destaca o caráter memorialista de O Ateneu, afirmando que, apesar de ser uma ficção, tem como base a experiência pessoal do autor. Para o crítico, não é possível resumir seu enredo por se tratar de um acumulado de situações e experiências às quais o autor-personagem é submetido. Um ponto interessante a se destacar é a expressão “autor-personagem”, utilizada por Candido. Segundo ele, Sérgio é um adolescente “sob a vigilância esclarecedora de Sérgio adulto”.
Afrânio Coutinho, um dos grandes estudiosos de Pompeia, afirma em seu livro A Literatura no Brasil que o estilo singular do autor, sua versatilidade artística e seu traço mordaz se sobressaíram, o que contribuiu para a boa aceitação por parte da crítica. Sendo ele um artista nato que escrevia ou desenhava com igual destreza e refinamento. Segundo Coutinho, Pompeia desenhava com as palavras. Outro importante crítico que se ocupou de Pompeia foi Mário de Andrade, que na obra Aspectos da Literatura Brasileira assevera que o romance de Pompeia é autobiográfico e que é muito grande a "insensibilidade de Pompeia ante a idade da adolescência e o sentimento de amizade". O autor fala que Pompeia usa o "estilete do naturalismo de então" para retratar alguns personagens. O crítico diz que "já se disse que o Ateneu é o menos naturalista dos nossos romances do naturalismo", mas ele não pensa assim. Segundo Mário, O Ateneu "representa exatamente os princípios estético-sociológicos, os elementos e processos técnicos do Naturalismo". Isso mostra o quanto Raul Pompeia ficou marcado e vinculado ao Naturalismo.
Por fim, interessante a crítica encontrada no livro Cobra de Vidro, de Sérgio Buarque de Holanda, uma crítica pequena, mas bastante significativa. No tópico "Notas sobre o Romance" é afirmado que Raul Pompeia escolheu melhor o seu público, recrutou simpatias entre a mesma gente que exaltava a perfeição laboriosa dos poetas parnasianos. Com tal afirmação, pode-se entender que o estilo de Pompeia realmente foi um fator que contribuiu para ele ser um sucesso entre os críticos.
Com base no material recolhido, é possível notar que, assim como no século XIX, as críticas ainda exaltam as características singulares do estilo de Pompeia, bem como a constatação de que sua obra foi muito bem aceita no meio intelectual especializado, como fica claro nas palavras de Holanda.

## Outras mídias
Em 1979, a Rede Globo usou O Ateneu como inspiração para a novela Memórias de Amor. Além disso, o mesmo romance teve duas adaptações em história em quadrinhos, uma lançada pela editora Escala Educacional, roteirizada por Ronaldo Antonelli e ilustrada por Bira Dantas, em 2012. A outra foi publicada pela editora Ática, com roteiro e arte por Marcelo Quintanilha, também em 2012.

## Referência bibliográfica
- ANDRADE, Mário. Aspectos da literatura brasileira. São Paulo: Ed. Martins, 1967.
- BOSI, Alfredo. História concisa da literatura brasileira. São Paulo: Ed. Cultrix, 1980
- ___________. Céu, Inferno: ensaios de crítica literária e ideológica. São Paulo: Ática, 1988
- BRAGA-PINTO, César. “Darwinism, Max Nordau and Raul Pompeia’s Struggle for Existence.” Prefácio de The Athaeneum. Evanston: Northwestern University Press, 2015. p. vii-xvii.
- ___________. "The Honor of the Abolitionist and the Shamefulness of Slavery: Raul Pompeia, Luís Gama e Joaquim Nabuco." Luso-Brazilian Review. 51(2), Dec. 2014. 170-199. (revisado por pares)*
- ___________. A violência das letras: amizade e inimizade na literatura brasileira, 1888-1940. Rio de Janeiro, Eduerj, 2018, pp. 43-180.
- COUTINHO, Afrânio. A literatura no Brasil. v.5, São Paulo: Global, 1999.
- ___________. Afrânio & SOUSA, J. Galante de. Enciclopédia de literatura brasileira. São Paulo, SP: Global; Rio de Janeiro: Fundação Biblioteca Nacional : Academia Brasileira de Letras, 2001.
- ___________. Afrânio; COUTINHO, Eduardo de Faria (Coaut. de). Obras. Rio de Janeiro, RJ: FENAME: Oficina Literaria Afranio Coutinho, 1981. (Coleção Vera Cruz, v.324). p. 11/20.
- ROMERO, Sílvio. História da literatura brasileira: diversas manifestações na prosa, reações anti-românticas na poesia. Tomo quinto. Rio de Janeiro: José Olympio, 1960
- PONTES, Eloy. A Vida Inquieta de Raul Pompeia. Livraria José Olímpio Editora. Rio de Janeiro. 1935.
- SANDANELLO, Franco B. O escorpião e o jaguar: o memorialismo prospectivo d'O Ateneu, de Raul Pompeia. São Paulo: Cultura Acadêmica, 2015.
- VERÍSSIMO, José. Últimos estudos de literatura brasileira. Belo Horizonte: Itatiaia, 1979.
- ___________. História da literatura brasileira. Rio de Janeiro: José Olympio, 1954.